# Jazbaa
Jazbaa là một phim điện ảnh hình sự của Ấn Độ năm 2015 do Sanjay Gupta đạo diễn. Phim có sự tham gia diễn xuất của Aishwarya Rai và Irrfan Khan trong vai hai nhân vật chính. cùng với Shabana Azmi, Atul Kulkarni, Jackie Shroff và Chandan Roy Sanyal trong vai các nhân vật phụ. Đây là phim điện ảnh làm lại từ bộ phim Hàn Quốc Seven Days năm 2007. Phim được công chiếu ngày 9 tháng 10 năm 2015, đánh dấu sự trở lại của Aishwarya trên màn ảnh sau năm năm vắng bóng. Diễn xuất của Rai trong phim đã giúp cô nhận được đề cử cho Diễn viên xuất sắc nhất tại một số giải thưởng điện ảnh.

## Diễn viên
- Aishwarya Rai vai Anuradha Verma
- Irrfan Khan vai Yohan
- Sara Arjun vai Sanaya
- Shabana Azmi vai Garima Chowdhury
- Chandan Roy Sanyal vai Niyaaz Shaikh
- Jackie Shroff vai Mahesh Maklai
- Atul Kulkarni vai Lawyer Ronit
- Siddhanth Kapoor vai Sam Maklai
- Priya Banerjee vai Sia Chowdhury
- Abhimanyu Singh vai Abbas Yusuf
- Taran Bajaj vai Sunny Locksmith
- Rajat Kaul vai Benny
- Dadhi Raj vai Parmar
- Ankur Vikal vai Vijay
- Pramod Pathak vai Satnam Singh
- Sangeeta Kanhayat vai Nazia Qureshi
- Kaizaad Kotwal vai Dr Satish
- Rajiv Kachroo vai Joe
- Sukaniya vai Warden Amrita
- Shilpa Mehta vai Sulekha Tai

## Sản xuất
Ban đầu, vai diễn nhân vật chính được trao cho nam diễn viên John Abraham. Tuy nhiên nhà làm phim Sanjay Gupta bác bỏ tin đồn và phát biểu rằng "John chưa từng được thử vai cho vai diễn này". Irrfan Khan sau đó được chính thức xác nhận vào vai nam chính cùng với Aishwarya. Shabana Azmi, Jackie Shroff, Atul Kulkarni và Chandan Roy Sanyal sau đó cũng được tiết lộ với các vai diễn phụ.

## Âm nhạc
Bài hát đầu tiên quảng bá cho phim là "Bandeyaa", được phát hành vào ngày 7 tháng 9 năm 2015. Phần nhạc nền được biên soạn bởi Amjad-Nadeem, Arko Pravo Mukherjee và Badshah. Bản quyền âm nhạc thuộc về Zee Music Company. Album nhạc phim chính thức được phát hành vào ngày 1 tháng 10 năm 2015.
| STT              | Nhan đề              | Phổ lời                    | Phổ nhạc             | Singer(s)                | Thời lượng |
| ---------------- | -------------------- | -------------------------- | -------------------- | ------------------------ | ---------- |
| 1.               | "Bandeyaa"           | Amjad-Nadeem, Sanjay Gupta | Amjad-Nadeem         | Jubin Nautiyal           | 04:43      |
| 2.               | "Kahaaniya"          | Arko                       | Arko Pravo Mukherjee | Nilofer Wani, Arko       | 04:03      |
| 3.               | "Aaj Raat Ka Scene"  | Badshah                    | Badshah              | Badshah, Shraddha Pandit | 03:30      |
| 4.               | "Bandeyaa (Reprise)" | Sanjay Gupta               | Amjad-Nadeem         | Asees Kaur               | 04:19      |
| 5.               | "Jaane Tere Shehar"  | Arko                       | Arko                 | Vipin Anneja             | 03:39      |
| Tổng thời lượng: | Tổng thời lượng:     | Tổng thời lượng:           | Tổng thời lượng:     | Tổng thời lượng:         | 20:13      |